# 濱田優
濱田 優（はまだ ゆう、1983年（昭和58年）10月7日 - ）は日本のソフトウェア技術者。千葉県出身。男性。血液型はO型。

## 概要
プログラミングに関するサイトの運営や、関連書籍の執筆を行っている。

## 著作
- 『Zend Framework 2徹底解説』秀和システム、2013年12月。ISBN 978-4-7980-4011-0。
- 『JUnit速効レシピ』秀和システム、2014年5月。ISBN 978-4-7980-4127-8。